# Scharndorf
Scharndorf – gmina w Austrii, w kraju związkowym Dolna Austria, w powiecie Bruck an der Leitha. Według Austriackiego Urzędu Statystycznego liczyła 1 156 mieszkańców (1 stycznia 2014).